# دارکوب هند غربی
دارکوب هند غربی (نام علمی: Melanerpes superciliaris) نام یک گونه از تیره دارکوب است.